# فيرناندو دي لا مورا
فيرناندو دي لا مورا (بالإسبانية: Fernando de la Mora)‏ وهي مدينة تقع في المقاطعة الوسطى في الباراغواي بالقرب من مدينة أسونسيون عاصمة الباراغواي ويبلغ عدد سكانها 160 ألف نسمة وقد سميت بهذا الاسم نسبتاً لفرنادو ديلا مورا أحد الآباء المؤسسين للباراغواي.

## توأمة
لفيرناندو دي لا مورا اتفاقيات توأمة مع كل من:
- بيتسبرغ
- سانتا ماريا، ريو غراندي دو سول

## أعلام
- خوسيه كاسيريس
- أنخيل روميرو
- خوليو سيزار فرانكو
- أوسكار روميرو
- خوان رودريغو روخاس
- صموئيل أغيلار